# Svatý Alban
Svatý Alban (latinsky Albanus, kolem 3. století) byl nejstarší křesťanský mučedník zaznamenaný na území dnešní Velké Británie. 

## Život
Údajně byl sťat v římském městě Verulamium (dnešní St Albans) někdy ve 3. nebo na počátku 4. století. Nejobsáhlejší verzi Albanovy legendy sepsal Beda Ctihodný v knize Církevní dějiny národa Anglů. Legenda říká, že v době římského pronásledování Alban ukryl kněze jménem Amphibalus, a pod jeho vlivem pak sám konvertoval ke křesťanství. Knězův úkryt byl prozrazen a když vojáci přišli Amphibala zatknout, Alban se vydával za svého hosta, byl zatčen jakožto Amphibalus a popraven poté, co odmítl i přes mučení uctít pohanské bohy. „Uctívám a klaním se jen pravému a živému Bohu, který všechno stvořil,“ prohlásil prý Alban, když byl žádán o vykonání pohanského rituálu. 

## Úcta
Alban je uctíván anglikány, katolíky a pravoslavnými křesťany. V anglikánské církvi se připomíná 22. června. Centrem jeho úcty je katedrála v St Albans. 